# Assassin's Creed III: Liberation
Assassin's Creed III: Liberation is een computerspel dat ontwikkeld werd door Ubisoft Sofia en Ubisoft Milan. De game is origineel ontwikkeld voor de PlayStation Vita en kwam op dezelfde dag als Assassin's Creed III uit, 31 oktober 2012. Liberation vertelt het verhaal van Aveline de Grandpré, een vrouwelijke sluipmoordenaar met zowel Franse als Afrikaanse roots, en speelt zich af in het New Orleans van de 18de eeuw.
In september 2013 werd bekendgemaakt dat een grafisch verbeterde versie van het spel naar PlayStation 3, Windows en Xbox 360 zou komen onder de naam Assassin's Creed: Liberation HD. Het spel volgt hetzelfde verhaal met enkele kleine aangepaste missies. De remake is sinds 15 januari 2014 verkrijgbaar als download via PlayStation Network, Xbox Live en Steam.
Deze game is samen met Assassin's Creed III als remaster uitgekomen op Playstation 4, Xbox One en Nintendo Switch.

## Verhaal
Het verhaal van Assassin's Creed III: Liberation speelt zich af tussen 1765 en 1780, rond het einde van de Franse en Indiaanse Oorlog. Het hoofdpersonage, Aveline de Grandpré, vecht voor gerechtigheid en is het eerste vrouwelijke personage binnen de reeks. Ze is voorgekomen uit een geregeld huwelijk tussen haar Franse vader en Afrikaanse moeder. Na de verdwijning van haar moeder heeft haar vader ervoor gekozen om haar op te voeden met de normen en waarden van de burgerij. Ondanks dat ze zelf behoort tot de toplaag van New Orleans, neemt ze het op voor de arme lagen van de bevolking en is ze resoluut tegen de slavernij. Later wordt ze opgepikt door Agaté, de leider van de sluipmoordenaars in New Orleans, en ontmoet ze Connor Kenway (het hoofdpersonage van Assassin's Creed III). Aveline is geen voorouder van Desmond Miles en wordt dus beleefd vanuit een ander personage die in de Animus heeft plaatsgenomen.

## Gameplay
Doordat Assassin's Creed III: Liberation specifiek ontwikkeld is voor de PlayStation Vita, kunnen alle functies van de portable gebruikt worden. Zo kunnen het touchpad achteraan en het touchscreen vooraan gebruikt worden voor het uitvoeren van moordreeksen en het zakkenrollen.
Daarnaast wordt de diversiteit aan gameplay gestimuleerd door de achtergrond van het vrouwelijke hoofdpersonage. Elke missie kan gespeeld worden in verschillende outfits die elk hun voor- en nadelen hebben. Aveline kan zich kleden als aristocrate, hierbij kan ze niet klimmen op gebouwen maar wel gebruikmaken van haar vrouwelijke charmes. De tweede outfit die ze kan gebruiken is die van een dienstmeid. Hierbij kan ze zich tussen de andere slaven begeven en onopgemerkt infiltreren in streng bewaakte locaties. De meest gebruikelijke outfit is haar sluipmoordenaarsoutfit. Hiermee kan ze op gebouwen klimmen en gebruikmaken van het uitgebreide vechtsysteem.

## Locatie
Assassin's Creed III: Liberation speelt zich af in het New Orleans van de 18de eeuw. De stad is digitaal nagebouwd. Daarnaast werd Bayou, inclusief het gebruikelijke moerasleven, ook als locatie toegevoegd. Door de AnvilNext-engine kan Aveline ook in bomen klauteren en naar schatten duiken. Als laatste is de belangrijke stad van de Maya's, Chichén Itzá, in het spel gevoegd.

## Ontvangst
| Beoordeeld door          | Platform      | Datum           | Score |
| ------------------------ | ------------- | --------------- | ----- |
| Jeuxvideo.com            | PS Vita       | 31 oktober 2012 | 80%   |
| GamezGeneration          | PS Vita       | 7 november 2012 | 80%   |
| Jeuxvideo.com            | Xbox 360      | 16 januari 2014 | 75%   |
| PC Games (Duitsland)     | Windows       | 16 januari 2014 | 73%   |
| Gamereactor (Sweden)     | PS Vita       | 31 oktober 2012 | 70%   |
| GBase - The Gamer's Base | PS Vita       | 8 november 2012 | 70%   |
| GameStar (Duitsland)     | Windows       | 18 januari 2014 | 69%   |
| IGN                      | Windows       | 17 januari 2014 | 52%   |
| Gamereactor (Sweden)     | Windows       | 28 januari 2014 | 40%   |
| Gamereactor (Sweden)     | PlayStation 3 | 28 januari 2014 | 40%   |